# P.J. Pedersen
Peder Jørgen Pedersen, född 8 april 1870 i Vetterslev, död 5 mars 1962 i Köpenhamn, var en dansk socialdemokratisk politiker.
Pedersen var kommunlärare i Köpenhamn från 1893 och skolinspektör från 1919. Han ordförande för de köpenhamnska sjukkassorna 1914–25 och för de samverkande statskontrollerade sjukförsäkringsföreningarna i Danmark från 1923.
I egenskap av politiker var han borgarrepresentant i Köpenhamn 1913–25, landstingsman 1924–25, undervisningsminister i ministeriet Michael Petersen Friis april till maj 1920 och borgmästare för magistratens 4:e avdelning 1925–38.